# Charvacas

Segundo a escola Carvaka, todo o conhecimento (knowledge) provém da percepção (perception) elaborada a partir dos órgãos dos sentidos

A escola Carvaka foi uma escola de pensamento que existiu na Índia por volta de 600 a.C., e que se extinguiu antes do ano 1000. Ela acreditava que não havia nenhuma alma e que a morte era o fim de toda a existência. Acreditava na vida como um meio de entretenimento na forma corporalː logo, o entretenimento deveria ser o principal objetivo de vida. Qualquer coisa além dos sentidos era considerada falsa. Materialistas, acreditavam apenas na matéria, que era a única coisa perceptível pelos sentidos; portanto, o que estava no âmbito metafísico descrito pelos tradicionais gurus e filósofos espiritualistas da Índia estava descartado. 
O que realmente importava para a vida era a matéria real. Eles acreditavam que se deve buscar a felicidade neste mundo material e se experimentar o prazer físico tanto quanto possível, pensamento este semelhante ao hedonismo. Eles também acreditavam que deveriam se afastar de qualquer crença religiosa e de ilusões. A única fonte de conhecimento era o que nossos sentidos poderiam perceber. Além do mundo material, não existiria nada; nenhum Deus ou alma existe. Em conclusão, os Charvakas acreditavam que a vida humana começa e termina neste mundo.